# 佩尔·林霍尔姆
佩尔·林霍尔姆（瑞典語：Pär Lindholm，1991年10月5日—），瑞典男子冰球运动员，场上位置是前锋。他曾代表瑞典国家队参加2018年冬季奥林匹克运动会冰球比赛，获得第5名。